# Okhrana

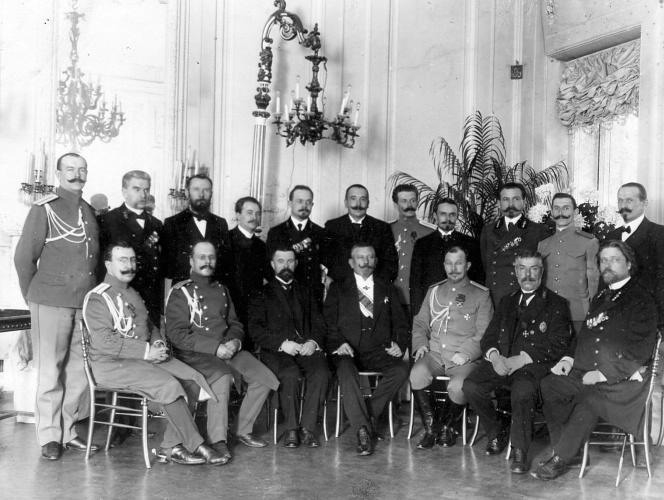
Fotos de dirigentes da Okhrana - 1905

Okhrana (em russo Охранное отделение, Okhrannoie otdeleniie) foi a polícia secreta do regime do czar Alexandre III da Rússia, criada em 1881 e com sede em São Petersburgo. O seu nome significa Departamento de Segurança.
Surgiu para perseguir os partidos políticos (Narodnik e Partido Social-Democrata Russo) que faziam frente à autocracia do czar. Foi usada para reprimir sectores educacionais, imprensa e tribunais, além da massa popular, descontente com a situação social, política e económica que a Rússia enfrentava no fim do século XIX e princípios do século XX.
Um dos policiais mais conhecidos da Okhrana foi Roman Malinovsky. Tinha nos seus quadros diversos agentes provocadores. Esse tipo policial tem por tarefa aparentar amizade, com a finalidade de realizar a traição ou provocar inconfidências que possam ser interpretadas como subversivas, levando à prisão da vítima, ainda que esta fosse inocente. Teve influência ao Domingo Sangrento.[carece de fontes?]